# Original Six
Original Six je skupina šesti týmů, z kterých se skládala NHL ve 25 sezónách mezi 1942/1943 a 1967. 

## Složení
- Montreal Canadiens
- Toronto Maple Leafs
- Boston Bruins
- New York Rangers
- Detroit Red Wings
- Chicago Blackhawks